# Gérard Philipe

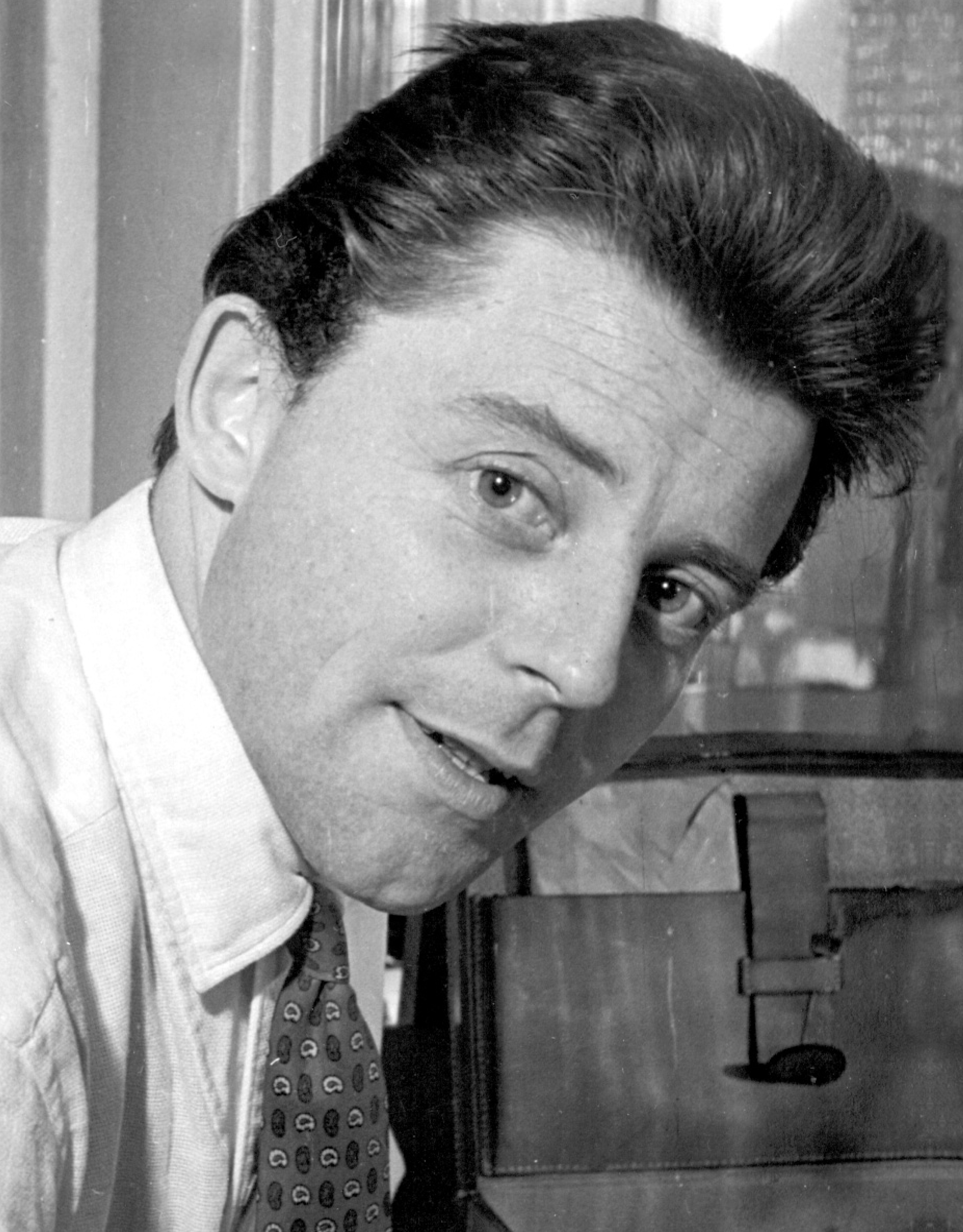
Gérard Philipe 1955

Gérard Philipe (* 4. Dezember 1922 in Cannes; † 25. November 1959 in Paris; eigentlich Gérard Albert Philip) war ein französischer Theater- und Filmschauspieler. Er zählte zu den populärsten französischen Leinwanddarstellern seiner Zeit.

## Leben
Gérard Philipe kam 1922 als Sohn des Hoteliers und Anwalts Marcel Philip und seiner Frau Maria Elisa „Minou“ Philip (geb. Vilette) in Cannes zur Welt. Auf Wunsch des Vaters begann Philipe nach bestandenem Baccalauréat ein Jurastudium in Nizza, wo er die Bekanntschaft des Regisseurs Marc Allégret machte, dem er vorsprach. Allégret erkannte sein Schauspieltalent; Philipe schrieb sich auf seine Empfehlung hin am Centre des jeunes du cinéma in Nizza für Schauspielkurse ein und besuchte zudem Schauspielkurse bei Jean Wall und Jean Huet in Cannes. Nach einer ersten Rolle im Jahr 1942 in Die Komödianten kommen von André Roussin an einem Boulevardtheater in Nizza zog Philipe nach Paris, um am Conservatoire national supérieur d’art dramatique zu studieren. In Paris wurde er schon bald durch das Stück Sodome et Gomorrhe von Jean Giraudoux, vor allem aber 1945 mit der Titelrolle in Caligula von Albert Camus als Schauspieler bekannt. 1951 trat er Jean Vilars Théâtre National Populaire (TNP) bei, mit dem er in Paris sowie auf dem Festival von Avignon und auf Tourneen in Stücken wie Le Cid von Pierre Corneille oder Der Prinz von Homburg von Heinrich von Kleist fortlaufend Erfolge verbuchen konnte. Er spielte ein klassisches Repertoire und führte bei mehreren Stücken von Alfred de Musset, aber auch von zeitgenössischen Autoren wie Henri Pichette und Jean Vauthier selbst Regie.
Gleichzeitig feierte Philipe aufgrund seines jugendlichen Charmes und seines Charismas große Erfolge auf der Leinwand. Unter der Regie von Marc Allégret drehte er 1944 mit Les Petites du quai aux fleurs seinen ersten Film. Es folgten Rollen in der Dostojewski-Verfilmung Der Idiot (1946) neben Edwige Feuillère und in Claude Autant-Laras sehr erfolgreichem Liebesdrama Stürmische Jugend (1947) an der Seite von Micheline Presle. Als romantischen Helden besetzte ihn auch Christian-Jaque in seiner Stendhal-Verfilmung Die Kartause von Parma (1948). In dem auf dem Fauststoff beruhenden Film Der Pakt mit dem Teufel war er 1950 als junge Version von Michel Simon erstmals unter der Regie von René Clair zu sehen, mit dem er später noch die Filmkomödie Die Schönen der Nacht (1952, neben Martine Carol und Gina Lollobrigida) und das Liebesdrama Das große Manöver (1955, neben Michèle Morgan) drehte.

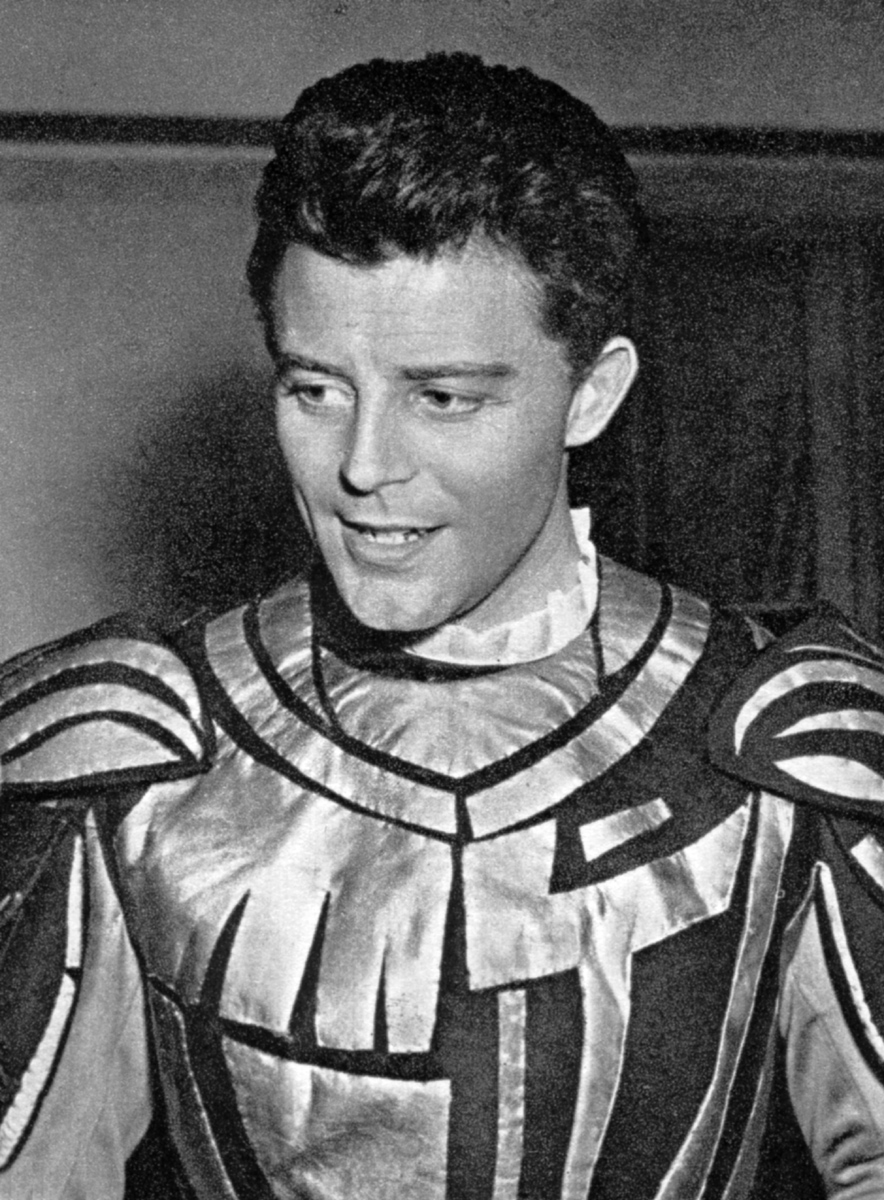
Philipe bei einem Gastspiel von Le Cid in Warschau (1954)

Weitere namhafte Regisseure, unter deren Leitung er vor der Kamera stand, waren Max Ophüls (Der Reigen, 1950), René Clément (Liebling der Frauen, 1954), Julien Duvivier (Immer wenn das Licht ausgeht, 1957) und Jacques Becker, in dessen Künstlerbiografie Montparnasse 19 Philipe 1958 neben Lilli Palmer den Maler und Bildhauer Amedeo Modigliani verkörperte. Es war jedoch die Titelrolle in Christian-Jaques Mantel-und-Degen-Film Fanfan, der Husar (1952), mit der er an der Seite von Gina Lollobrigida seinen größten Leinwanderfolg verbuchen konnte.
Bei Die Abenteuer des Till Ulenspiegel, einer Koproduktion von Frankreich und der DDR, übernahm Philipe im Jahr 1956 neben der Titelrolle das einzige Mal in seiner Karriere auch die Regie eines Films. Im Jahr 1958 stand er mit den Stücken Le Cid und Alfred de Mussets Lorenzaccio auch am Broadway in New York auf der Theaterbühne. In Roger Vadims Gefährliche Liebschaften, einer Verfilmung des gleichnamigen Briefromans von Choderlos de Laclos, hatte er 1959 neben Jeanne Moreau die Rolle des Valmont inne. Ebenfalls 1959 war Philipe in dem auf einer Sträflingsinsel spielenden Filmdrama Für ihn verkauf’ ich mich von Luis Buñuel ein letztes Mal auf der Leinwand zu sehen. Er starb noch im selben Jahr während der Dreharbeiten für einen neuen Film und wenige Tage vor seinem 37. Geburtstag infolge einer Leberkrebserkrankung.
In Bezug auf seine enorme Popularität wurde Philipe, der im Jahr 1990 postum mit dem César-Ehrenpreis ausgezeichnet wurde, auch als „Liebling der Götter“ bezeichnet; andere sahen in ihm in erster Linie einen begnadeten Schauspieler. Selbst seine politischen Ansichten, seine Vorliebe für den russischen Film, sein Versuch, eine französisch-chinesische Produktion zu realisieren, und seine Zusammenarbeit mit der DEFA schadeten seiner Karriere nicht. Als politisch interessierter Schauspieler nahm er am Stockholmer Appell gegen Kernwaffen teil. Im Jahr 1958 wurde er Präsident des Syndicat français des acteurs (SFA).
Gérard Philipe war von 1951 bis zu seinem Tod mit der Ethnographin, Schriftstellerin und Schauspielerin Nicole Fourcade (1917–1990) verheiratet, die sich später Anne Philipe nannte. Ihre gemeinsame Tochter Ann-Marie, die später ebenfalls Schauspielerin wurde, kam am 21. Dezember 1954 zur Welt; am 9. Februar 1956 wurde das zweite Kind, Olivier, geboren.

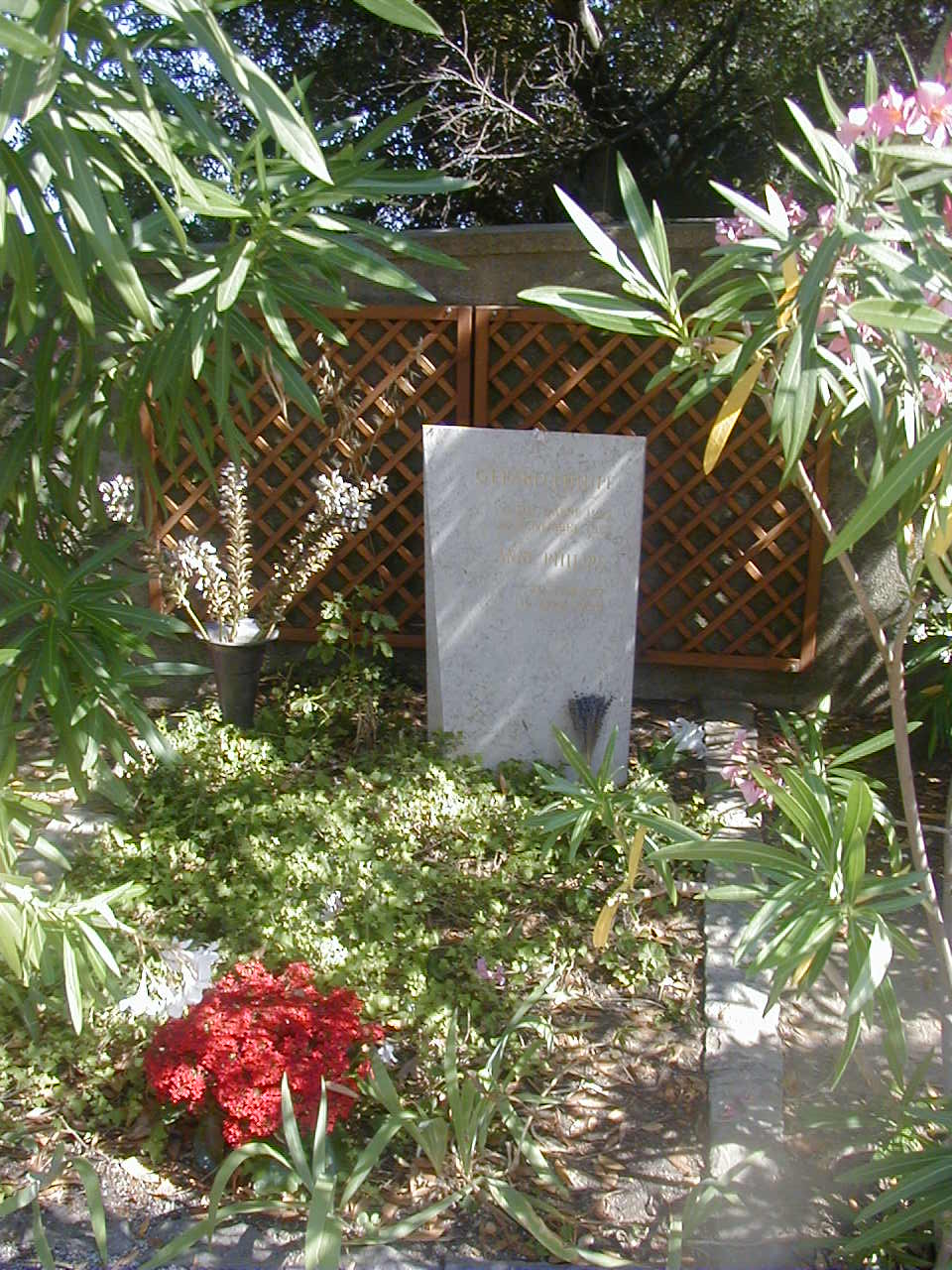
Philipes Grab in Ramatuelle

Nach seinem frühen Tod wurde Philipe – seinem letzten Willen entsprechend – in dem kleinen Städtchen Ramatuelle, oberhalb der Bucht von Saint-Tropez, im Kostüm des El Cid beerdigt. Seine Witwe wurde 1990 an seiner Seite begraben. Die dortige Schule wurde nach ihm benannt. Den Namen „Gérard Philipe“ tragen zudem zahlreiche Theater und Kulturhäuser, darunter das Centre Dramatique National in Saint-Denis, die städtischen Theater in Orléans, Montpellier, Meaux, Calais, Champigny-sur-Marne, Saint-Cyr-l’École, Lüttich, Saint-Jean-de-Maurienne und Saint-Nazaire sowie das Kulturhaus in Raguhn und das Collège Gerard Philipe in Bagnols-sur-Cèze. Im Jahr 1960 wurde auch ein Kino in Berlin-Treptow nach ihm benannt.

## Vater Kollaborateur, Sohn Widerstandskämpfer
In Grasse kollaborierte sein Vater Marcel Philip im Zweiten Weltkrieg mit den deutschen Besatzern. Er war Verwalter des Parc Palace, des Treffpunkts der Deutschen in Grasse, darüber hinaus regionaler Delegierter und Mitglied des „Comité directeur“ der Parti populaire français, einer von Jacques Doriot für das Département Alpes-Maritimes gegründeten Partei.
Auf der anderen Seite kämpfte Gérard im August 1944, während des Aufstands für die Befreiung von Paris, in der Résistance. Marcel Philip wurde gefangen gesetzt, erst in Saint-Denis, dann in Grasse. Sein Sohn versuchte, seine Beziehungen zu nutzen, um ihm zu helfen, was ihm aber nur teilweise gelang. Seinem Vater glückte jedoch 1945 (während sein Sohn in Paris als Caligula auftrat) die Flucht; er ging nach Spanien und wurde in Abwesenheit zum Tode verurteilt. Nach einer Amnestie kehrte er, zehn Jahre nach dem Tod seines Sohnes, nach Frankreich zurück.

## Preis
Die Stadt Paris vergibt seit 1962 den nach Gérard Philipe benannten „Grand Prix Gérard-Philipe de la Ville de Paris“, der fast jedes Jahr als Auszeichnung für den besten Schauspieler bzw. die beste Schauspielerin an einem Pariser Theater vergeben wird. Preisträger waren u. a. Gérard Depardieu, Daniel Auteuil, Maria de Medeiros und Isabelle Carré. Fallweise wird der Preis doppelt vergeben, wie z. B. 1962 an Jean-Pierre Moulin und Claude Giraud oder 1980 an André Dussollier und Francis Huster.

## Filmografie
- 1944: Les Petites du quai aux fleurs
- 1946: Le Pays sans étoiles
- 1946: Der Idiot (L’Idiot)
- 1947: Stürmische Jugend (Le Diable au corps)
- 1948: Die Kartause von Parma (La Chartreuse de Parme)
- 1949: Ein hübscher kleiner Strand (Une si jolie petite plage)
- 1949: Venus im Auto (Tous les chemins mènent à Rome)
- 1950: Der Pakt mit dem Teufel (La Beauté du diable)
- 1950: Der Reigen (La Ronde)
- 1950: Es geschah in Paris (Souvenirs perdus)
- 1951: Juliette oder der Schlüssel der Träume (Juliette ou la Clé des songes)
- 1952: Die sieben Sünden (Les Sept Péchés capitaux)
- 1952: Fanfan, der Husar (Fanfan la Tulipe)
- 1952: Die Schönen der Nacht (Les Belles de nuit)
- 1953: Die Hochmütigen (Les Orgueilleux)
- 1953: Römischer Reigen (Villa Borghese)
- 1953: Versailles – Könige und Frauen (Si Versailles m’était conté)
- 1954: Liebling der Frauen (Monsieur Ripois)
- 1954: Rot und Schwarz (Le Rouge et le Noir)
- 1955: Das große Manöver (Les grandes manœuvres)
- 1955: Der Staudamm (La meilleure part)
- 1956: Si Paris nous était conté
- 1956: Die Abenteuer des Till Ulenspiegel (Les Aventures de Till l’Espiègle) – auch Regie
- 1957: Immer wenn das Licht ausgeht (Pot-Bouille)
- 1958: Montparnasse 19 (Les Amants de Montparnasse)
- 1958: Das Leben zu zweit (La Vie à deux)
- 1958: Das Spiel war sein Fluch (Le Joueur)
- 1959: Gefährliche Liebschaften (Les Liaisons dangereuses)
- 1959: Für ihn verkauf’ ich mich (La Fièvre monte à El Pao)

## Theaterauftritte (Auswahl)
- 1942: Die Komödianten kommen (Une grande fille toute simple) von André Roussin – Regie: Louis Ducreux
- 1943: Sodome et Gomorrhe von Jean Giraudoux – Regie: Georges Douking, Théâtre Hébertot
- 1945: Caligula von Albert Camus – Regie: Paul Oettly, Théâtre Hébertot
- 1951: Mutter Courage und ihre Kinder von Bertolt Brecht – Regie: Jean Vilar, Théâtre de la Cité Jardins Suresnes
- 1951–1952: Le Cid von Pierre Corneille – Regie: Jean Vilar, Festival d’Avignon, Théâtre de la Cité Jardins Suresnes, Théâtre des Champs-Élysées
- 1951–1952: Der Prinz von Homburg von Heinrich von Kleist – Regie: Jean Vilar, Festival d’Avignon, Théâtre des Champs-Élysées
- 1952: Lorenzaccio von Alfred de Musset – Regie: Gérard Philipe, Festival d’Avignon
- 1953: Richard II. (The Tragedy of King Richard the Second) von William Shakespeare – Théâtre de Chaillot
- 1954: Ruy Blas von Victor Hugo – Regie: Jean Vilar, Théâtre de Chaillot
- 1958: Les Caprices de Marianne von Alfred de Musset – Regie: Jean Vilar, Festival d’Avignon, Théâtre de Chaillot
- 1959: On ne badine pas avec l’amour von Alfred de Musset – Regie: René Clair, Théâtre de Chaillot

## Ehrungen
- 1961: Sondermarke der französischen Post als Höchstwert der Serie „Große Schauspieler“ (Michel 1359)
- 1995: Vier bildgleiche Sonderprägungen „100 Jahre Kinematographie“. 100 Francs (Silber: 37 mm, 22,2 g), 100 Francs (Gold: 31 mm, 17 g), 500 Francs (Gold: 37 mm, 31,10 g), 500 Francs (Gold: 50 mm, 155,5 g)[4]

## Auszeichnungen
- 1947: Darstellerpreis beim Festival du film européen de Bruxelles für Stürmische Jugend
- 1955: Étoile de Cristal in der Kategorie Bester Darsteller für Liebling der Frauen
- 1955: Jussi in der Kategorie Bester ausländischer Darsteller für Liebling der Frauen und Rot und Schwarz
- 1990: César-Ehrenpreis (postum)